# Кударз
Кударз (перс. كودرز) — село в Ірані, у дегестані Аманабад, у Центральному бахші, шахрестані Ерак остану Марказі. За даними перепису 2006 року його населення становило 616 осіб, що проживали у складі 213 сімей.

## Клімат
Середня річна температура становить 10,54 °C, середня максимальна – 28,98 °C, а середня мінімальна – -10,74 °C. Середня річна кількість опадів – 234 мм.
| Клімат поселення                              | Клімат поселення | Клімат поселення | Клімат поселення | Клімат поселення | Клімат поселення | Клімат поселення | Клімат поселення | Клімат поселення | Клімат поселення | Клімат поселення | Клімат поселення | Клімат поселення | Клімат поселення |
| Показник                                      | Січ.             | Лют.             | Бер.             | Квіт.            | Трав.            | Черв.            | Лип.             | Серп.            | Вер.             | Жовт.            | Лист.            | Груд.            |                  |
| Середній максимум, °C                         | 5,04             | 6,58             | 10,32            | 16,96            | 22,32            | 27,81            | 28,98            | 28,74            | 24,15            | 17,64            | 10,98            | 5,80             |                  |
| Середня температура, °C                       | −2,85            | −1,31            | 2,43             | 9,07             | 14,44            | 19,92            | 23,72            | 23,48            | 18,89            | 12,37            | 5,75             | 0,56             |                  |
| Середній мінімум, °C                          | −10,74           | −9,2             | −5,45            | 1,19             | 6,55             | 12,04            | 18,47            | 18,24            | 13,64            | 7,12             | 0,50             | −4,71            |                  |
| Норма опадів, мм                              | 35               | 36               | 43               | 32               | 24               | 3                | 2                | 1                | 0                | 7                | 21               | 30               |                  |
| Середньомісячна швидкість вітру, м/с          | 1.33             | 2.36             | 2.35             | 2.79             | 2.33             | 2.16             | 2.10             | 1.98             | 2.00             | 1.96             | 1.81             | 1.35             |                  |
| Середньомісячна сонячна радіація, кДж/м²·день | 9604             | 12602            | 15485            | 18586            | 22568            | 26885            | 25941            | 24344            | 21501            | 16059            | 11341            | 9289             |                  |
| --------------------------------------------- | ---------------- | ---------------- | ---------------- | ---------------- | ---------------- | ---------------- | ---------------- | ---------------- | ---------------- | ---------------- | ---------------- | ---------------- | ---------------- |
| Джерело:                                      |                  |                  |                  |                  |                  |                  |                  |                  |                  |                  |                  |                  |                  |